# Вања Илић
Иван Вања Илић (Ријека, 10. фебруар 1927 — Њујорк, 10. новембар 2018) је бивши југословенски репрезентативац у пливању слободним стилом, првак државе. Био је члан Пливачког клуба Јадран из Сплита.
Године 1948. био је првак је Југославије на 400 м слободно резултатом 4:56,7.
Вања Илић је учествовао на Олимпијским играма 1948. у Лондону у две дисциплине: 1.500 м слободно 27. место (21:17,0 мин) и штафети 4 х 200 метара слободно пето место (9:14,0 м). Штафета је пливала у саставу: Вања Илић, Цирил Пелхан, Јанко Пухар, и Бранко Видовић.